# Chambre nationale des professions libérales
La Chambre nationale des professions libérales (CNPL) est un syndicat de professionnels libéraux représentatif de ce secteur socio-professionnel devant les pouvoirs publics et dans les instances sociales et administratives.
Elle regroupe des syndicats, ordres ou organismes de professionnels libéraux.

## Professions représentées
La CNPL représente toutes les professions libérales qu'elles soient règlementées ou soumises à un statut.
On peut diviser les professions libérales en 4 grands collèges :
- Professions de santé
- Professions du droit
- Professions techniques
- Professions du cadre de vie

## Représentativité de la CNPL
La Chambre nationale des professions libérales représente les professionnels libéraux :
- à la Commission nationale de concertation des professions libérales (CNCPL)
- à l'Union nationale des caisses d'assurance maladie (UNCAM) qui pilote les régimes
- au bureau et au conseil d'administration du Régime social des indépendants
- à la présidence des Caisses d'assurance maladie des professions libérales (CAMPLIF et CAMPLP)
- Dans les conseils et bureaux des Caisses de retraite des professions libérales
- à l'Agence centrale des organismes de sécurité sociale (ACOSS)
- à la Caisse nationale des allocations familiales (CNAF)
- dans les Conseils de prud'hommes
- dans les URSSAF
- dans les Conseils économiques, sociaux et environnementaux régionaux (CESER)
- dans les Tribunaux des affaires de sécurité sociale (TASS)
- dans les Caisses d'allocations familiales (CAF)

## Organisations adhérentes

### Secteur juridique
- Avenir des barreaux de France patronal
- Avenir des barreaux de France
- Chambre nationale des avocats en droit des affaires (CNADA)
- Chambre nationale des commissaires priseurs
- Chambre nationale des huissiers de justice
- Chambre nationale des avoués
- Conseil supérieur du notariat (CSN)
- Conseil national des greffiers des tribunaux de commerce
- Forum des avocats
- Fédération nationale des huissiers de justice

### Secteur médical
- Fédération des syndicats dentaires libéraux
- Objectif Kiné
- Union des médecins libéraux exerçant en groupe
- Syndicat national des infirmières et infirmiers libéraux (Sniil)
- Union des syndicats de pharmaciens d'officine (USPO)
- Syndicat de la biologie libérale européenne
- SIDIL[Quoi ?]
- MG France
- Fédération des médecins de France[1]

### Secteur technique
- Conseil national des Conseils en propriété industrielle
- Fédération nationale des experts comptables
- Chambre nationale des architectes agréés, maîtres d'œuvre, métreurs, experts (CNAMOME)
- Syndicat des Consultants formateurs indépendants (SyCFI)

### Secteur du cadre de vie
- Union fédérale des ostéopathes de France (UFOF)
- Syndicat national des moniteurs de ski
- Conseil national des agents de recherches privées
- Chambre des généalogistes professionnels
- Union européenne des magnétiseurs et rebouteux
- Syndicat national des radiesthésistes
- Syndicat français des ostéopathes
- ANDES
- Syndicat Professionnel de shiatsu

## Présidents
- Daniel-Julien Noël[Depuis quand ?]